# Тануки
Тануки (Nyctereutes viverrinus) е вид или подвид от род Енотовидни кучета, семейство Кучеви, характерно за Япония.

## Описание
Представителите на този вид са активни главно през нощта. Размножителният период е между февруари и април.